# Аморим, Энрике
Энри́ке Амори́м (исп. Enrique Amorim; 25 июля 1900, Сальто — 28 июля 1960, там же) — уругвайский писатель, поэт, драматург.

## Биография
Аморим родился в семье зажиточных фермеров. Отец родом из Португалии, мать — из страны Басков. Много путешествовал по Европе и Латинской Америке, что позволило ему установить дружеские отношения с известными литераторами, художниками, общественными деятелями, среди них — Орасио Кирога, Бальдомеро Фернандес Морено, Хорхе Луис Борхес, Федерико Гарсиа Лорка, Анибаль Норберто Понсе, Рафаэль Альберти, Жоржи Амаду, Николас Гильен, Кандиду Портинари, Пабло Пикассо.
В 1920-х годах сотрудничал с аргентинскими журналами «Los Pensadores» и «Claridad», близкими к «группе Боэдо» из Буэнос-Айреса. В 1947 году вступил в Коммунистическую партию Уругвая.

## Творчество
В 1920 году был опубликован первый сборник стихов «20 лет», позже издал ещё несколько сборников. В 1929 году вышел первый роман «Повозка», через 5 лет — «Поселянин Агиляр», что положило начало новому этапу в творчестве Аморима в качестве романиста. Писал романы о жизни крестьян аргентинской пампы («Лошадь и её тень», 1941), политические романы («Девять лун над Неукеном», 1946), новеллы (сборники «Разносчицы», 1924; «После бури», 1953), пьесы («Вторая кровь», 1950; «Дон Хуан 38», 1958), эссе («Кирога, которого я знал», 1983)

### Поэзия
- Veinte años (1920)
- Un sobre con versos (1925)
- Visitas al cielo (1929)
- Cinco poemas uruguayos (1935)
- Dos poemas (1940)
- Cuaderno salteño (1942)
- Primero de mayo (1949)
- Sonetos del amor en octubre (1954)
- Quiero (1954)
- Sonetos del amor en verano. Sonetos del amor en invierno (1957)
- Mi patria (1960)
- Para decir la verdad, antología de poemas 1920—1960 (1964) — издано посмертно

### Проза
- Amorim / Аморим (1923) — сборник новелл
- Las Quitanderas / Разносчицы (1924) — сборник новелл
- Tangarupá (1925)
- Horizontes y bocacalles (1926) — сборник новелл
- Tráfico (1927) — сборник новелл
- La trampa del pajonal (1928) — сборник новелл
- Del 1 al 6 (1932) — сборник новелл
- La carretera / Повозка (1932) — роман
- El paisano Aguilar / Поселянин Агиляр (1934) — роман
- Presentación de Buenos Aires (1936)
- La plaza de las carretas (1937) — сборник новелл
- Historias de amor (1938)
- La edad despareja (1938) — роман
- El caballo y su sombra / Лошадь и её тень (1941) — роман
- La luna se hizo con agua (1944) — роман
- El asesino desvelado (1945) — роман
- Nueve lunas sobre Neuquén / Девять лун над Неукеном (1946) — роман
- Feria de farsantes / Ярмарка комедиантов (1952) — роман
- La victoria no viene sola / Победа не приходит сама (1952) — роман
- Después del temporal / После бури (1953) — сборник новелл
- Todo puede suceder (1955)
- Corral abierto (1956) — роман
- Los montaraces (1957) — роман
- La desembocadura (1958)
- Eva Burgos (1960) — роман
- Los pájaros y los hombres (1960)
- Temas de amor (1960)
- Miel para la luna y otros relatos (1969) — издано посмертно
- El ladero y varios cuentos (1970) — издано посмертно

### Эссе
- Juan Carlos Castagnino / Хуан Карлос Кастаньино (1945)
- El Quiroga que yo conocí / Кирога, которого я знал (1983)

### Пьесы
- La segunda sangre / Вторая кровь (1950)
- Don Juan 38 / Дон Хуан 38 (1959)